# Старозятцинська волость
Старозя́тцинська во́лость — адміністративно-територіальна одиниця у складі Селтинського повіту, з 8 березня 1924 року Іжевського повіту Удмуртської АО.
Волость була утворена як Христорождественська у складі Селтинського повіту, а після передачі її до Іжевського повіту перейменована в Старозятцинську. Станом на 1925 рік до складу волості входили 9 сільських рад. 1929 року волость була ліквідована, сільради Варавайська, Кечшурська, Кочишевська, Лозо-Ворцинська, Старозятцинська та частина Шушангуртської відійшли до складу Якшур-Бодьїнського району, інші — до складу Селтинського району.